# Valerie LaPointe
Valerie LaPointe (* 8. August 1981 in Norfolk, Virginia) ist eine US-amerikanische Filmregisseurin.

## Leben
Valerie LaPointe besuchte die Virginia Commonwealth University in Richmond und machte dort ihren Bachelor of Fine Arts. 2007 erhielt sie ihren Master of Fine Arts an der School of Cinematic Arts. Anschließend arbeitete sie bei den Pixar Animation Studios, in denen sie bereits im Sommer 2006 ein Praktikum belegte.

## Filmografie (Auswahl)
- 2003: Nightlight
- 2003: Elliot Flies
- 2004: Be Good Daniel
- 2005: Upside Downed
- 2006: Lolly's Box
- 2006: Directions
- 2007: Dein Freund, die Ratte
- 2008: Presto
- 2008: Cyclical
- 2008–2010: Cars Toon – Hooks unglaubliche Geschichten (Animationsserie, 6 Episoden)
- 2009: George & A.J.
- 2009: Oben
- 2011: Toy Story Toons (Animationsserie, Folge 1x02 Kleine Portion)
- 2012: Merida – Legende der Highlands
- 2015: Alles steht Kopf
- 2016: Morris aus Amerika